# Атрибут (изобразительное искусство)

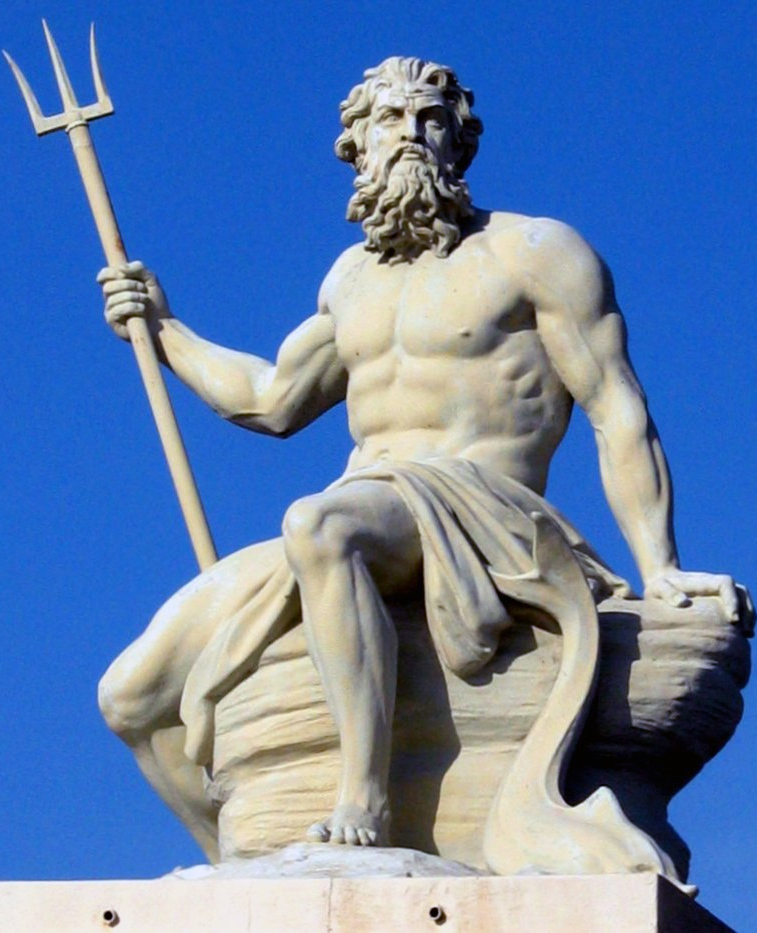
Скульптура Посейдона в Копенгагене. Атрибут Посейдона - трезубец.

Атрибу́т (от лат. at-tributum — приданое, присовокуплённое, наделённое) — признак, качество, свойство, предмет, сопровождающий какое-либо явление. В изобразительном искусстве — предмет, постоянно сопровождающий и служащий отличительным знаком какого-либо персонажа, аллегорической фигуры, изображения исторического лица. В отличие от акциденций (необязательных, несущественных дополнений) атрибут выражает главное, существенное, основную функцию предмета, значение действующего лица. Поэтому в истории классического изобразительного искусства атрибуты являются обязательной принадлежностью аллегорических фигур: сами по себе такие фигуры мало отличаются друг от друга, они лишь делятся на мужские и женские.
Именно атрибуты несут символический смысл, придавая аллегорическим фигурам и мифологическим персонажам художественную функцию. Так, например, кифара — атрибут Аполлона-Кифареда, изображения которого именно благодаря этому атрибуту становится символом и даже эмблемой «изящных искусств». Меч и весы — атрибуты богинь Немезиды и Фортуны и, одновременно, символы Возмездия и Правосудия. Колесо — также атрибут изменчивой Фортуны и символ непостоянства. Тирс — жезл, увитый листьями винограда и увенчанный шишкой пинии, — атрибут бога виноделия Диониса. Лук и стрелы — атрибуты бога любви Эрота. Отсюда позднейшая эмблема: стрела, пронзающая сердце. На примере жизни античных атрибутов и символов мы видим, как в историческом развитии искусства, изображения вполне конкретных, даже обыденных объектов проходят последовательные стадии абстрагирования и художественного преображения вплоть до условного знака.
В классическом сочинении Чезаре Рипы «Иконология» (1593) даны объяснения многих атрибутов согласно сочинениям древнеегипетских, древнегреческих и древнеримских авторов. Этой книгой в последующих изданиях пользуются писатели, художники, историки и интерпретаторы искусства вплоть до наших дней.
В исторической морфологии искусства атрибутам отводится специальное значение: прилагаемые к музам, они превращают обычные женские фигуры в олицетворение «изящных искусств»; девять муз символизируют классический компендиум девяти «мусических искусств». Каллиопа — эпическую поэзию (труба и дощечка для письма или книга), Эвтерпа — лирическую поэзию и музыку (двойная флейта — авлос), Мельпомена — трагедию (трагическая театральная маска), Талия — комедию (комическая маска и тамбурин), Эрато — любовную поэзию (кифара или лира), Полигимния — героическую поэзию (орган, лютня), Терпсихора — танец (арфа), Клио — историю (книга или свиток), Урания — астрономию (глобус и циркуль).
От термина «атрибут» происходит понятие «атрибуция» (теория и методика определения подлинности произведения, принадлежности его конкретному автору и времени создания).
Теоретик искусства Иеремия Исаевич Иоффе термином «атрибутивизм» назвал средневековое, «каноническое искусство иерархии, эмблем, символов, иконографических формул», посредством которых «канонизируются атрибуты как основы художественных образов».